# Смерть и похороны Омара Бонго

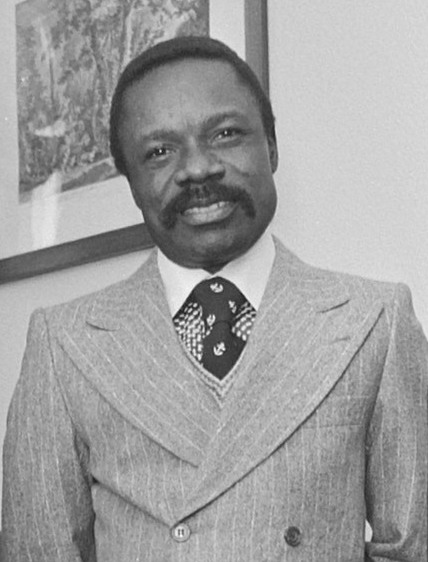
Омар Бонго в 1973 году

Второй президент Габона Омар Бонго скончался в Испании 8 июня 2009 года от рака прямой кишки. Похороны состоялись 18 июня 2009 года.
После смерти Бонго, 11 июня, его гроб был доставлен самолётом из Барселоны в Либревиль. Он находился в президентском дворце на берегу Атлантического океана до 16 июня. Государственная панихида была проведена 16 июня, в день, когда исполняющая обязанности президента Роза Франсин Рогомбе объявила национальным днём траура. На службе присутствовали высокопоставленные лица как минимум из сорока стран. После службы гроб Бонго был доставлен в его родную деревню для захоронения.
На момент смерти Бонго был самым долгоправящим лидером среди всех Африканских стран.

## История
7 мая 2009 года правительство Габона объявило, что Бонго временно приостановил выполнение своих служебных обязанностей и взял отпуск, чтобы оплакивать свою жену и отдохнуть в Испании.
Международные СМИ сообщили, что он серьёзно болен и проходит лечение от рака в больнице Барселоны. Правительство Габона утверждало, что он находился в Испании для отдыха после «сильного эмоционального потрясения», вызванного смертью его жены, но в конце концов признало, что он находился в испанской клинике, «проходя медицинский осмотр». В конечном итоге AFP опубликовало отчёт, в котором, среди прочего, говорилось, что «хотя правительство Габона настаивало на прохождении медицинского обследования, несколько источников сообщили, что он лечился от рака кишечника, который, по их словам, достиг тяжёлой стадии».
7 июня 2009 года неподтверждённые сообщения со ссылкой на французские СМИ и источники, «близкие к французскому правительству», сообщили, что Бонго умер в Испании. Правительство Габона опровергло это сообщение. В тот же день премьер-министр опубликовал заявление, в котором говорится о том, что он посетил Бонго в клинике Quiron в Барселоне. Премьер-министр никак не прокомментировал состояние здоровья Бонго после прочтения заявления журналистам.
8 июня 2009 года агрегатор BBC опубликовал сообщение, в котором говорилось, что министерство иностранных дел Испании подтвердило утверждение премьер-министра Ндонга, заявив: «Президент Бонго жив. У нас нет дополнительной информации о нём». Но позже, в понедельник, в испанских СМИ сообщалось, что Бонго скончался вскоре после сообщения Ндонга. Они утверждали, что африканский лидер скончался в 12:00 по Гринвичу. Клиника и правительство Испании отказалось комментировать новости.
Правительство Габона сохранило свою позицию. В Sky News сообщили, что официальный представитель правительства Габона заявил: «Президент Габонской Республики хотел бы подчеркнуть, что глава государства Его Превосходительство Омар Бонго жив. Он продолжает свой отпуск в Испании после осмотра в клинике Quiron». Выступая на французском радио, Рафаэль Н’Тутум добавил, что последние новости, которые он услышал, были хорошими и что Бонго готовится покинуть клинику. «Мы готовимся приветствовать главу государства. Дата его возвращения не назначена», — сказал представитель. Габонские официальные лица были в ярости из-за преждевременного заявления Франции, задавая вопрос, как Германия отреагирует, если Франция объявит о возможной смерти Ангелы Меркель.
Смерть Бонго была подтверждена премьер-министром Жаном Эйеге Ндонгом в письменном заявлении от 8 июня 2009 года. В нём Ндонг сказал, что Бонго умер от сердечного приступа незадолго до 12:30 по Гринвичу 8 июня.

## Реакция
Временный президент Габона Роза Франсин Рогомбе получила соболезнования от нескольких мировых лидеров после смерти Бонго.
Экономическое сообщество западноафриканских государств (ЭКОВАС) объявило тридцатидневный траур.
- Камерун: Президент Камеруна Поль Бийя выразил свои соболезнования Розе Франсин Рогомбе, назвав смерть Бонго «большой утратой» как для Габона, так и для Африки и заявив, что он был «исключительным государственным и видным политическим деятелем, который постоянно боролся за мир». Камерунские СМИ описали Бонго как «очень дружелюбного и полного доброго юмора». Представители общественности Камеруна охарактеризовали Бонго как «проверенного политика, который тактично правил своей страной»[10].
- Китай: Председатель Китайской Народной Республики Ху Цзиньтао выразил соболезнования «от имени китайского правительства и народа, а также своего имени» Розе Франсин Рогомбе после смерти президента Омара Бонго, назвав его «близким другом китайского народа» и говоря, что они «жалеют о потере такого верного друга». За время своего правления Бонго посетил Китай 11 раз[11].
- Замбия: Президент Замбии Рупия Банда выразил свои соболезнования правительству и народу Габона, сравнив смерть Бонго со смертью его предшественника на посту президента Замбии Леви Мванавасы, который умер в 2008 году[12].

Отборочный матч чемпионата мира по футболу 2010 между Камеруном и Габоном был отложен ФИФА после смерти Бонго, о чём Габонская футбольная федерация была уведомлена письмом. Матч перенесён на 5 сентября.

## Похороны
Роуз Франсин Рогомбе была приведена к присяге в качестве временного президента 10 июня 2009 года, сразу же объявив период траура продолжительностью тридцать дней. В заявлении правительства, опубликованном в ежедневной газете Л’Юньон 11 июня, этот день и день похорон объявлены выходными. В Либревиле были закрыты предприятия и офисы, а мэр города приказал закрыть все бары и ночные клубы до окончания похорон.
Тело Бонго был доставлен самолётом в аэропорт Либревилля 11 июня примерно в 16:15. Толпа из 10 000 человек, включая дипломатов, политиков и сотрудников сил безопасности страны, ждала в аэропорту прибытия мёртвого президента. Было отмечено, что молодые люди в толпе носили футболки, украшенные фотографиями Бонго и лозунгами: «Я люблю своего президента и восхищаюсь им». Официальные лица вышли из самолёта с гробом Бонго на буксире, задрапированным национальным флагом Габона.
Гроб подняли в военный автомобиль, и он уехал. Тело прибыло в президентский дворец Бонго на берегу океана с видом на Атлантический океан. Там он лежал до государственных похорон 16 июня 2009 года.
16 июня 2009 года в честь Бонго был проведён военный парад. Сотни тысяч людей выстроились на улицах, чтобы попрощаться с Бонго, чей гроб, задрапированный флагом, пронесли через Либревиль. Государственные похороны начались в мраморных залах президентского дворца. Красная ковровая дорожка, ведущая к его гробу, была усыпана лепестками белых роз, привезённых из Франции. В панегирике сын Бонго и министр обороны Али Бен Бонго сказал: «Ты покидаешь мирный, свободный и справедливый Габон».
Высокопоставленные лица из многих стран прилетели в Габон, чтобы присутствовать на похоронах. На них присутствовали два президента Франции.
Президент Центральноафриканской Республики Франсуа Бозизе прибыл в Либревиль 11 июня.
Министр международных отношений и сотрудничества Южной Африки Маите Нкоана-Машабане и Сизакеле Махумало Зума, жена президента Джейкоба Зума, вылетели в Габон 15 июня и планировали вернуться в Южную Африку 16 июня.
Премьер-министр Анголы Антониу Паулу Кассома 15 июня вылетел в Либревиль, где представлял президента Жозе Эдуарду душ Сантуша.
Президент Франции Николя Саркози присутствовал на похоронах, несмотря на период дипломатических трудностей между Францией и Габоном. Бывший президент Франции Жак Ширак и Саркози возложили к гробу венки из красных и белых роз. На церемонии также присутствовал министр иностранных дел Бернар Кушнер. Ширака приветствовали, а Саркози освистали члены толпы, собравшиеся у президентского дворца.
На похоронах присутствовал третий вице-президент Испании Мануэль Чавес Гонсалес.
На похоронах присутствовали также президент Республики Конго, Дени Сассу-Нгессо, президент Того, Фор Гнассингбе, президент Камеруна, Поль Бийя, Жан Пин, председатель Комиссия Африканского союза, Теодоро Обианг Нгема Мбасого из Экваториальной Гвинеи и президенты Бенина, Буркина-Фасо, Бурунди, Чада, Мали, Сенегала и Демократической Республики Сан-Томе и Принсипи.
Бонго был похоронен в частном порядке в своей родной деревне 18 июня 2009 года.